# Миза Хааберсті
Миза Хааберсті (ест. Haabersti mõis, нім. Habers) — міська миза, що знаходилася в  Естонії і належала протягом багатьох століть місту Талліну. Миза знаходилася на території, яку займає зараз Таллінський район Хааберсті, біля головного входу до Таллінського зоопарку по обидва боки Палдиського шосе.

## Істрорія
Вважається, що миза була заснована в XVII століття. З 1561 р. назва цих земель було латиною «Habris», звідси можна припустити, що миза Хаберс (Хааберсті) існувала вже в кінці XVI століття.
Мизі належали села Вісмеістрі, Йиекюла, Ярвакюла, Кадак, Какумяе, Ийсмяе, Мустйие та Пікалііва. Майже всі ці села на сьогоднішній день є мікрорайонами міста Талліна.
До 1817 р. миза адміністративно належала  ревельській  поліції. Після звільнення селян від  кріпацтва в 1817 р., побоюючись, що селяни заселять місто, ревельський магістрат звернувся до  губернатора Естонії з проханням вважати землі мизи Хаберса (Хааберсті) територією приходу Кегеля, а саму мизу залишити в юрисдикції міста, що й було зроблено 20 березня 1817 р.

## Архітектура
Головна будівля мизи було простою за формою, з вапняка з напівскатним дахом, побудованим, мабуть, у другій половині XIX століття. Руїни головної будівлі та інших приміщень проіснували на північній стороні шосе до осені 2001 р., коли вони були зруйновані, щоб не заважати новому будівництву. Від мизного комплексу на сьогоднішній день залишилося лише кілька паркових дерев.